# هيدس (لعبة فيديو)
هيدس (بالإنجليزية: Hades)‏ هي لعبة فيديو روجلايك طورتها ونشرتها سوبردجاين غيمز، صدرت في 17 سبتمبر 2020 وتعمل على أنظمة ويندوز، ماك أو إس، نينتندو سويتش، بلاي ستيشن 4، بلاي ستيشن 5، إكس بوكس ون وإكس بوكس سيريس إكس وسيريس أس.

## روابط خارجية
- هيدس على موقع IMDb (الإنجليزية)